# Aspidistra longiloba
Aspidistra longiloba är en sparrisväxtart som beskrevs av G.Z.Li. Aspidistra longiloba ingår i släktet Aspidistra och familjen sparrisväxter. Inga underarter finns listade i Catalogue of Life.